# Epicephala
Epicephala is een geslacht van vlinders uit de familie mineermotten (Gracillariidae).
Het geslacht omvat de volgende soorten :
- Epicephala acrobaphes (Turner, 1900)
- Epicephala acrocarpa Meyrick, 1927
- Epicephala albifrons (Stainton, 1859)
- Epicephala albistriatella (Turner, 1894)
- Epicephala ancistropis Meyrick, 1935
- Epicephala ancylopa Meyrick, 1918
- Epicephala australis (Turner, 1896)
- Epicephala bathrobaphes Turner, 1947
- Epicephala bipollenella Zhang, Hu, Wang & Li, 2012
- Epicephala bromias Meyrick, 1910
- Epicephala calasiris Meyrick, 1908
- Epicephala colymbetella Meyrick, 1880
- Epicephala epimicta (Turner, 1913)
- Epicephala eriocarpa Zhang, Hu, Wang & Li, 2012
- Epicephala euchalina Meyrick, 1922
- Epicephala eugonia Turner, 1913
- Epicephala exetastis Meyrick, 1908
- Epicephala flagellata Meyrick, 1908
- Epicephala frenata Meyrick, 1908
- Epicephala haplodoxa Vári, 1961
- Epicephala homostola Vári, 1961
- Epicephala jansei Vári, 1961
- Epicephala lanceolaria Zhang, Hu, Wang & Li, 2012
- Epicephala lativalvaris Zhang, Hu, Wang & Li, 2012
- Epicephala lomatographa Turner, 1913
- Epicephala mirivalvata Zhang, Hu, Wang & Li, 2012
- Epicephala nephelodes Turner, 1913
- Epicephala orientale (Stainton, 1856)
- Epicephala pelopepla Vári, 1961
- Epicephala periplecta (Diakonoff, 1955)
- Epicephala pyrrhogastra Meyrick, 1908
- Epicephala relictella Kuznetzov, 1979
- Epicephala scythropis Meyrick, 1930
- Epicephala sphenitis Meyrick, 1931
- Epicephala spinula Clarke, 1986
- Epicephala spumosa Turner, 1947
- Epicephala squamella Kuznetzov & Baryshnikova, 2001
- Epicephala stauropa Meyrick, 1908
- Epicephala strepsiploca Meyrick, 1918
- Epicephala subtilis Meyrick, 1922
- Epicephala tephrostola Vári, 1961
- Epicephala trigonophora (Turner, 1900)
- Epicephala venenata Meyrick, 1935
- Epicephala vermiformis Meyrick, 1936
- Epicephala vitididaea Zhang, Hu, Wang & Li, 2012
- Epicephala zalosticha Turner, 1940